# Alessandro Cerigioni
Alessandro Cerigioni (30 september 1992) is een Belgische voetballer van Italiaanse origine die bij voorkeur als aanvaller speelt. Hij speelt momenteel voor Dessel Sport en wordt gehuurd van Lommel SK tot de zomer van 2020.

## Carrière

### Jeugd
Hij komt uit de jeugdopleiding van Lommel United. Voordien speelde hij bij Berkenbos VV.

### Lommel United
Hij werd tijdens het seizoen 2009/10 toegevoegd aan de A-kern van Lommel United. Hij speelde dat seizoen meteen 16 wedstrijden en maakte 4 goals. Ook in de beker speelde hij 3 wedstrijden en maakte hij 1 goal. In het seizoen 2010/11 brak hij helemaal door. Hij scoorde in totaal 12 goals in 39 wedstrijden in alle competities ook in het seizoen 2011/12 deed hij zeer goed en dit leidde tot interesse van onder andere Club Brugge en De Graafschap. In het seizoen 2012/13 speelde hij een half seizoen voor Lommel, hij scoorde 8 goals in 18 wedstrijden.

### OH Leuven
Begin 2013 werd bekend dat hij verhuisde naar eersteklasser Oud-Heverlee Leuven, hij koos voor het rugnummer 11. Hij maakte zijn debuut voor de club tegen Waasland-Beveren. Zijn eerste goal maakte hij meteen in zijn eerste basisplaats, hij scoorde tegen Waasland-Beveren in de eerste wedstrijd van Play-off 2.

## Statistieken[1]
| Seizoen         | Club             | Competitie             | Competitie | Competitie | Play-offs | Play-offs | Beker | Beker | Totaal | Totaal |
| Seizoen         | Club             | Competitie             | Wed.       | Dlp.       | Wed.      | Dlp.      | Wed.  | Dlp.  | Wed.   | Dlp.   |
| --------------- | ---------------- | ---------------------- | ---------- | ---------- | --------- | --------- | ----- | ----- | ------ | ------ |
| 2009-2010       | Lommel United    | Tweede klasse          | 16         | 4          | 3         | 1         | 0     | 0     | 19     | 5      |
| 2010-2011       | Lommel United    | Tweede klasse          | 33         | 8          | 5         | 4         | 1     | 0     | 39     | 12     |
| 2011-2012       | Lommel United    | Tweede klasse          | 32         | 8          | —         | —         | 2     | 2     | 34     | 10     |
| 2012-2013       | Lommel United    | Tweede klasse          | 18         | 8          | 0         | 0         | 0     | 0     | 18     | 8      |
| 2012-2013       | OH Leuven        | Jupiler Pro League     | 9          | 2          | 1         | 1         | 0     | 0     | 9      | 2      |
| 2013-2014       | OH Leuven        | Jupiler Pro League     | 21         | 1          | 6         | 3         | 2     | 0     | 29     | 4      |
| 2014-2015       | OH Leuven        | Tweede klasse          | 27         | 5          | 6         | 1         | 2     | 1     | 35     | 8      |
| 2015-2016       | OH Leuven        | Jupiler Pro League     | 19         | 3          | 0         | 0         | 2     | 1     | 21     | 4      |
| 2016-2017       | Waasland-Beveren | Jupiler Pro League     | 19         | 3          | 8         | 0         | 0     | 0     | 27     | 3      |
| 2017-2018       | Waasland-Beveren | Jupiler Pro League     | 3          | 0          | 0         | 0         | 0     | 0     | 3      | 0      |
| 2017-2018       | KSV Roeselare    | Eerste klasse B        | 23         | 2          | 0         | 0         | 0     | 0     | 23     | 2      |
| 2018-2019       | Lommel SK        | Eerste klasse B        | 13         | 1          | 0         | 0         | 2     | 0     | 15     | 1      |
| 2019-2020       | Lommel SK        | Eerste klasse B        | 17         | 0          | 0         | 0         | 1     | 1     | 18     | 1      |
| 2019-2020       | → Dessel Sport   | Eerste klasse amateurs | 6          | 3          | 0         | 0         | 0     | 0     | 6      | 3      |
| Carrière totaal | Carrière totaal  | Carrière totaal        | 249        | 45         | 29        | 10        | 12    | 5     | 290    | 60     |

## Internationaal
| Nationale ploeg | wedstrijden | Goals |
| --------------- | ----------- | ----- |
| België U-19     | 2           | 0     |
| België U-20     | 13          | 3     |
| Totaal          | 15          | 3     |